# Comitatus
À partir du IVe siècle, l'armée romaine subit de profondes transformations. Les changements apportés par Gallien et par Dioclétien, sont amplifiés sous le règne de Constantin. L'armée de campagne constituée auprès de l'Empereur prend le nom de comitatus (du latin comes, qui accompagne) car elle fait partie de l'entourage de l'empereur qui peut la commander lui-même. 

## Origines et sens du terme au Haut-empire
Le terme comitatus désigne initialement en latin un cortège, une escorte ou la suite d'un personnage. Avec le principat, le terme a désigné plus spécifiquement l'entourage de l'empereur lors de ses déplacements, sens bien attesté dès le Ier siècle. Le terme n'a pas alors de connotation spécialement militaire et désigne aussi bien le personnel civil que le personnel militaire. Par extension on peut trouver le terme pour désigner l'une des étapes où s'arrête l'empereur lors de son voyage. Les hauts dignitaires accompagnant l'empereur sont qualifiés de comes, terme dont est dérivé comitatus. Ces comites sont en général de prestigieux sénateurs. Lorsque les déplacements impériaux se sont intensifiés, en liaison avec des menaces militaires grandissantes, le terme a pu aussi désigner l'armée organisée en vue d'une expédition militaire placée sous le commandement direct de l'empereur et associée à sa cour. Au IIIe siècle, au moins à partir de Caracalla, le comitatus de l'empereur est qualifié de sacré.

## Dans l'Antiquité romaine tardive
L'armée romaine est divisée en deux parties : le comitatus et les limitanei.
Le Comitatus est une armée de campagne constituée par les vétérans et les meilleurs des fantassins et auxiliaires des troupes romaines. Il naît de l'apparition au cours de la première moitié du IVe siècle d'un statut spécifique octroyé à ses membres, les comitatenses. Il est renforcé d'une puissante cavalerie qui tend à supplanter au niveau tactique le corps des troupiers. Il est capable d'opérer les mouvements nécessaires pour repousser l'avance ou pour couper la retraite des armées barbares. Le comitatus stationne dans les  capitales des empereurs et est mobilisable rapidement en cas de danger. Selon la nature des opérations, les effectifs engagés sont variables : de 8 000 à 20 000 hommes pour les  révoltes et invasions barbares ; jusqu'à 65 000 ou 80 000 hommes lors des guerres civiles ou de l'invasion perse. 
Le haut commandement du comitatus  est assuré, à partir de Constantin, par le maître d'infanterie, Magister Peditum, et par le maître de cavalerie, magister Equitum, auxquels s'ajouteront sous les empereurs suivants des Magister militum régionaux. Ils sont secondés par des comtes (comes) au niveau des diocèses et, à leur tour, assistés par les dux limitis (commandant des limitanei des provinces). Ces officiers supérieurs  sont souvent  d'origine barbare, comme une grande partie des troupes qu'ils commandent.
Les gardes prétoriennes sont dissoutes par Constantin et remplacées par les Scholae Palatinae. Elles forment l'élite des armées de manœuvre.
La cavalerie est composée de soldats souvent d'origine germanique. Elle  effectue des missions de police politique sous la tutelle du Comes domesticorum.
Les différents corps d'armée qui composent le comitatus sont  mieux  payés et considérés que les légions de couverture sur le limes (limitanei dont au moins les annones sont inférieures de 30 % à celles des Comitatenses). Le légionnaire, qu'il soit fantassin ou cavalier, passe entre 20 et 24 ans  dans l'armée. Ils sont recrutés parmi les colons des propriétaires fonciers et des terres du Fisc (Fiscus) et les barbares mercenaires ou volontaires. Les difficultés de recrutements ont pour conséquence l'obligation à partir de 319 pour les fils de vétérans d'entrer dans la carrière des armes.
Après 378, les soldats se recrutent massivement parmi les barbares fédérés, qui ont envahi l'Empire et s'y sont installés par traité.

## Au Moyen Âge
Au haut Moyen Âge sont utilisés les termes de pagus, comitatus, episcopatus, territorium. Pendant le très haut Moyen Âge, le terme comitatus désigne à la fois la fonction exercée sur un territoire, celle de comes, de comte, fonctionnaire au service du roi, ainsi que la dotation permettant de rémunérer cette charge. À l'époque carolingienne, ce terme a désigné le territoire sur lequel le comte exerce sa charge. À l'époque mérovingienne, le pagus désigne le territoire de la civitas qui sert d'assise territoriale du comitatus. Entre le IXe et le Xe siècle, les mots pagus et comitatus semblent interchangeables.
Au Moyen Âge, le comitatus comprend la charge et le bénéfice d'un comes, un comte. Le mot comitatus est alors traduit en français par comté, territoire sur lequel s'exerce la charge et les droits d'un comte.

## Taciteet lecomitatusgermanique
Dans son ouvrage consacré à la Germanie, Tacite utilise le terme comitatus, dans son sens générique de suite ou d'escorte, pour désigner une pratique germanique : les chefs sont entourés d'une bande de guerriers qui leur doivent une fidélité complète. Selon Tacite il est honteux pour les membres de ce comitatus, de cette bande, de revenir vivants d'un combat où leur chef a péri. On a souvent vu dans ce passage le témoignage d'une organisation sociale et militaire qui serait à l'origine de la féodalité médiévale et des liens de vassalité qui l'organisent. De nombreux liens ont donc été recherché entre les sociétés du haut-moyen âge et la description de Tacite afin d'illustrer une continuité de cette institution, en particulier dans le monde Anglo-Saxon. Steven Fanning a toutefois souligné la fragilité de cette construction historiographique. Il remarque que pas une seule fois le mot comitatus n'apparaît pour désigner une telle institution dans les sources de la période des royaumes anglo-saxons et surtout les exemples avancés pour soutenir l'idée d'une continuité entre la pratique germanique connue par Tacite et le haut Moyen Âge anglo-saxon n'ont pas la valeur qui leur est souvent attribuée : le comitatus anglo-saxon dépeint par l'historiographie moderne est une fiction et n'est pas une description pertinente des cortèges guerriers anglo-saxons. Selon lui l'interprétation du texte de Tacite a souvent été forcée pour le rapprocher des réalités féodales, sans tenir compte du contexte et des buts propres à l'œuvre de Tacite. Le comitatus de Tacite a aussi occupé, sous le nom de Gefolgschaft, une place importante dans l'historiographie allemande mais avec des interprétations très divergentes. Au XIXe siècle, le comitatus était présenté comme la preuve d'une organisation germanique égalitaire, puis il fut vu au contraire comme le signe d'une société profondément aristocratique et hiérarchisé, le comitatus devenant sous le régime nazi l'illustration du Führergefolgschaft. On considère en général que le comitatus germanique de la description de Tacite correspond au Männerbund mis en évidence par les études comparatistes dans les sociétés indo-européennes.